# Дорога на Берлин (фильм)
«Дорога на Берлин» — военная драма режиссёра Сергея Попова. Премьера в России состоялась 7 мая, а премьера в мире 31 июля 2015 года.
Фильм снят по мотивам повести Эммануила Казакевича «Двое в степи» и военных дневников Константина Симонова. 
Лауреат Гран-при «Лучший художественный фильм/сериал» конкурса «ТЭФИ — Бессмертный полк» (2017).

## Сюжет
Летом 1942 года на фронт прибывает 20-летний Сергей Огарков, только что окончивший военное химическое училище неопытный лейтенант, назначенный на должность офицера связи 114-й стрелковой дивизии. В штабе армии ему дают первое задание — доставить на передовую в штаб 341-й стрелковой дивизии пакет с боевым приказом об отступлении. Огарков заблудился и не смог своевременно выполнить приказ. При внезапном наступлении противника Огарков полностью теряется и отступает в тыл. Дивизия, так и не получив приказ об отступлении, попадает в окружение и гибнет. 
Спустя некоторое время в тылу трибунал расследует действия арестованного Огаркова. Офицер Иван Синяев, выполнявший вместе с Огарковым доставку донесения в соседнюю дивизию, считает, что тот проявил трусость. Решением суда Огарков приговаривается к расстрелу, рядовой Джурабаев, по возрасту его ровесника, получает приказ охранять его до приведения в действие приговора.
Внезапно в село, в котором находится под стражей Огарков, врываются прорвавшие оборону войска противника. Джурабаев принимает самостоятельное решение вместе с задержанным Огарковым прорываться к своим, к штабу армии. По дороге они наблюдают сцену казни советских военнопленных. 
Огарков решает при первой возможности убить уснувшего Джурабаева вилами, но когда такая возможность представляется, не решается осуществить задуманное.
По дороге к линии фронта Джурабаев и Огарков собираются переправиться через реку. Встретившийся местный мальчик показывает им тяжело раненого советского лётчика, и они решают взять лётчика с собой. Выясняется, что Джурабаев не умеет плавать. Огарков сооружает плот и все трое переправляются на нём на другой берег.
На другом берегу они встречают воинскую часть, пытающуюся пробиться из окружения к своим. Командир части, видя, что каждый боец на счету, приказывает Джурабаеву с Огарковым перейти в его подчинение. Несмотря на то, что Огарков считается арестованным, ему вручают оружие.
Огарков, видя как Джурабаев мучается, нося изношенные ботинки, выменивает у интенданта на семейную реликвию (часы дедушки) новые сапоги. При этом получивший сапоги Джурабаев не знает, что получил их благодаря Огаркову.
Красноармейцы предпринимают попытку выбить противника из деревни, но затаившийся немецкий снайпер не даёт подняться пехоте. Атака захлёбывается, и тогда Огарков и Джурабаев предпринимают отчаянную попытку определить позицию снайпера. Огарков без оружия бежит в направлении противника и провоцирует снайпера на открытие огня, а Джурабаев выявляет позицию снайпера и уничтожает его. 
Случайно оказавшийся на передовой фронтовой корреспондент, узнав о решительных действиях Джурабаева и Огаркова, фотографирует их обоих для газеты.
Оба радуются этой маленькой победе, но Джурабаев напоминает Огаркову, что он всё ещё является арестованным, и должен быть доставлен в штаб армии.
По дороге в штаб армии Джурабаев признаётся, что не умеет писать, и просит Огаркова написать письмо его матери. Огарков предлагает написать в письме матери всю правду о том, как её сын выполняет ответственное задание по конвоированию преступника, но Джурабаев возражает, говоря, что мать может подумать, будто он служит в тюрьме. Огарков предлагает написать письмо отцу, но Джурабаев отвечает, что его отец погиб на фронте годом ранее, а затем предлагает писать про степь, в которой они находятся, и которая напоминает ему родные степи.
Воспользовавшись тем, что Джурабаев уснул, Огарков убегает от него, но затем, передумав, возвращается.
Не дойдя до штаба армии, они натыкаются на военный патруль в населённом пункте. Комендант гарнизона в приказном порядке заявляет Джурабаеву, что сам разберётся с Огарковым, поскольку имеет на это все полномочия. Джурабаев напоминает ему о своём приказе доставить его в штаб армии, но получает отказ.
Перед зданием комендатуры Джурабаев встречает председателя трибунала, который вёл суд над Огарковым. Огаркова ведут на расстрел с другими приговорёнными. Неожиданно перед самым расстрелом Огаркова выводят из строя приговорённых и отправляют к коменданту, потому что Джурабаеву удалось через председателя трибунала передать коменданту наградной лист на Огаркова о предоставлении ему боевого ордена. Комендант заявляет Огаркову, что теперь его участь будут решать в штабе армии.
Деревня, в которой Огарков и Джурабаев остановились на ночлег, подвергается артиллерийскому обстрелу. Джурабаев, получив осколочные ранения, умирает. Огарков хоронит Джурабаева. Мария — хозяйка дома, где они остановились на ночлег, передаёт Огаркову приказ о его расстреле, найденный ею в гимнастёрке погибшего.
Огарков, взяв с собой винтовку Джурабаева, в одиночку следует в штаб армии. По пути он встречает Синяева, который на трибунале свидетельствовал против него. Синяев приводит его в штаб армии. Штабной офицер передаёт Синяеву письмо, написанное матери Джурабаева, с просьбой отправить его по адресу.
1945 год. Территория Германии. Огарков уже в звании капитана встречается с Синяевым, получившим звание полковника. Синяев вручает Огаркову фронтовую газету трёхлетней давности с фотографией Джурабаева и Огаркова на фоне подбитой германской бронемашины.

## В ролях
- Юрий Борисов — лейтенант Сергей Огарков
- Амир Абдыкалыков — рядовой Джурабаев
- Максим Демченко — лейтенант Иван Синяев
- Мария Карпова — Мария — хозяйка ночлега
- Екатерина Агеева — Светлана, машинистка трибунала
- Валерий Ненашев — председатель трибунала
- Сергей Веселов — член трибунала
- Николай Дроздовский — командир дивизии
- Филипп Савинков — ординарец Синяева
- Игорь Бровин — член трибунала
- Сергей Власов — комендант гарнизона
- Александр Обласов — интендант
- Витас Эйзенах — штандартенфюрер СС
- Лидия Омутных — фельдшер
- Сергей Королёв — военный корреспондент

## Факты
- Фильм является второй экранизацией произведения Эммануила Казакевича «Двое в степи». Первая экранизация была осуществлена на 51 год раньше, в 1962 году, также на киностудии Мосфильм режиссёром Анатолием Эфросом; премьера прошла 4 мая 1964 года. Главные роли исполнили Валерий Бабятинский и Асу Нурекенов. Главным отличием в фильмах является возраст Джурабаева — в фильме 1962 года он показан как зрелый опытный мужчина, что соответствует содержанию книги, в экранизации 2015 года он является ровесником Огаркова, а его отец погиб на фронте годом ранее[2][3].
- На письме, адресованном матери Джурабаева, указан адрес: «Казахская ССР, Талгарская область, посёлок Ленинский, дом 8». Название области является вымышленным, на самом деле населённый пункт Талгар является не областным, а районным центром одноимённого района Алматинской области.
- Создатели фильма намеренно не привлекали к съёмкам известных артистов[4]:

…Мы специально искали неизвестных актёров, которые не имеют никакого отношения к телевизору, чтобы не возникало лишних ассоциаций. В этом отношении мы шли по пути документальной стилистики…— режиссёр фильма Сергей Попов